# Rainer Klausmann

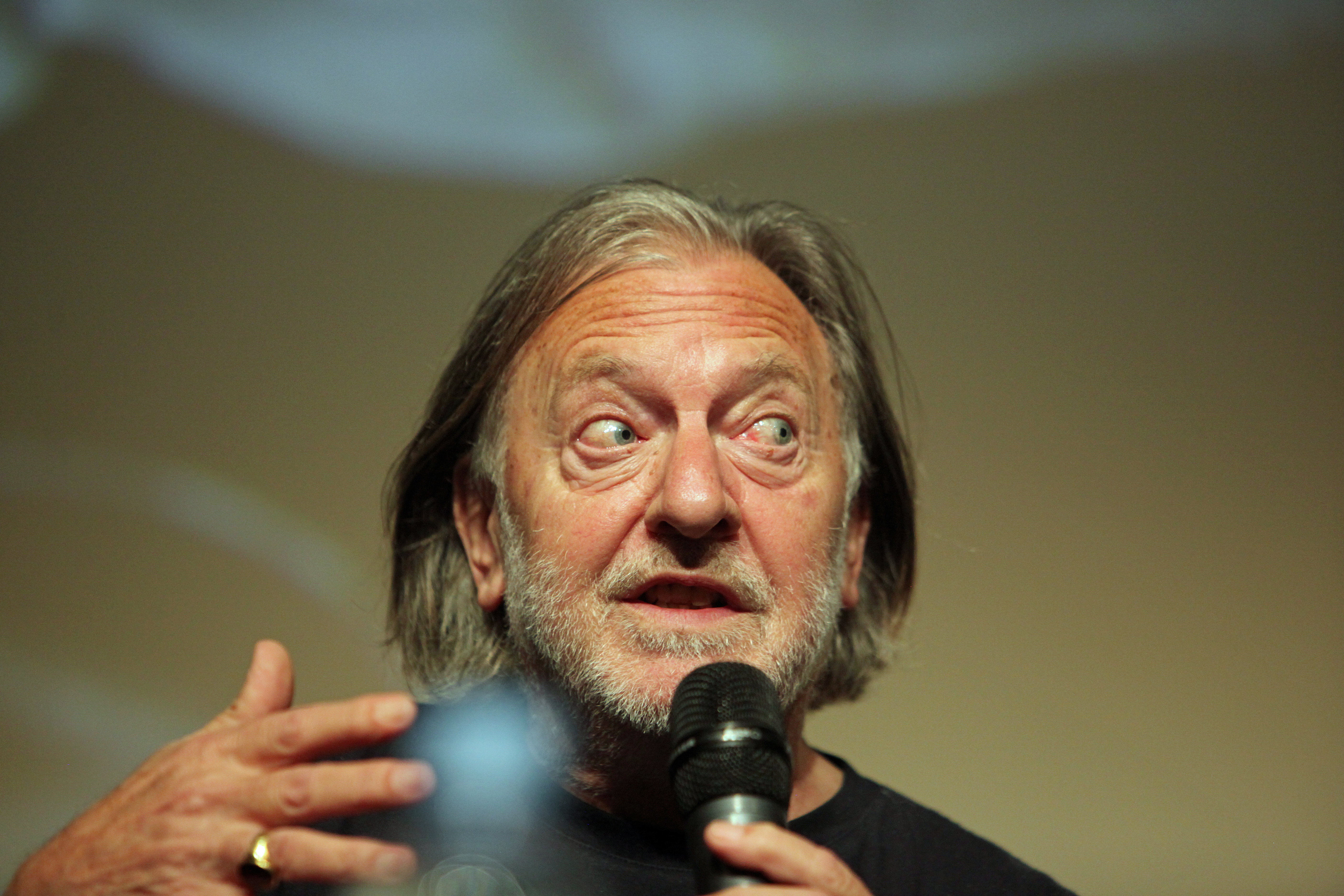
Rainer Klausmann beim Manaki Brüder Festival in Bitola 2019

Rainer Klausmann (* 9. April 1949 in Wettingen, Kanton Aargau, Schweiz) ist ein Schweizer Kameramann. Er war Kameraassistent bei Hans Liechti und Thomas Mauch, arbeitet seit 1981 als freischaffender Kameramann und hat bisher rund 60 Film- und Fernsehproduktionen in Europa und USA gedreht.

## Leben

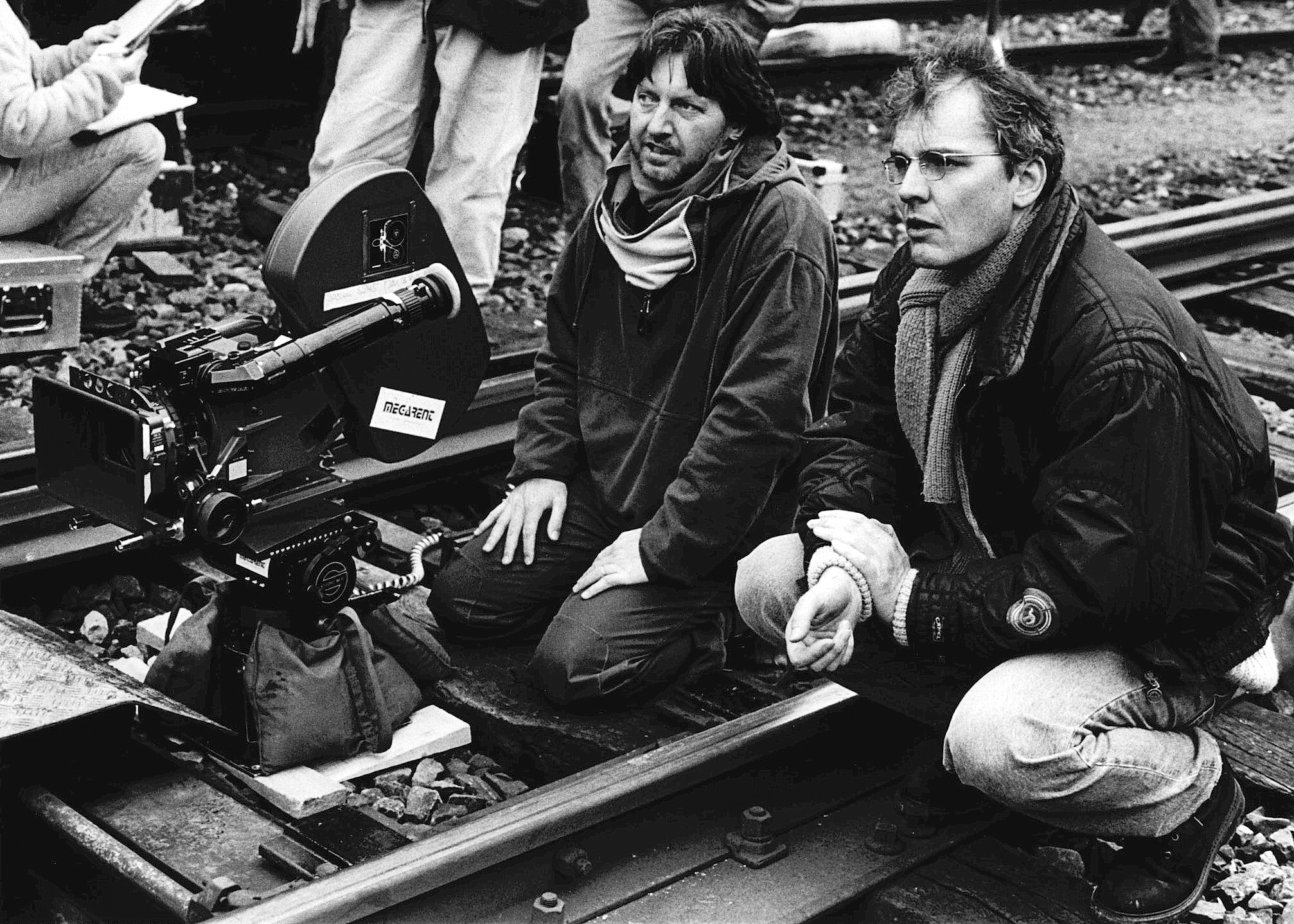
Dreharbeiten zum Spielfilm Wachtmeister Zumbühl. Links: Rainer Klausmann (Kamera), rechts: Urs Odermatt (Regie).

Rainer Klausmann absolvierte eine Ausbildung als Kameraassistent und war zunächst für die Schweizer Kameramänner Hans Liechti und Thomas Mauch tätig, mit denen er u. a. an Werner Herzogs Fitzcarraldo (1982) arbeitete. 1981 machte sich Klausmann selbständig und arbeitete zunächst drei Jahre weiter als Kameraassistent, bevor er ab 1984 auch als hauptverantwortlicher Kameramann beschäftigt wurde. Anfang der 1990er Jahre stand Klausmann gleich für mehrere Filme von Werner Herzog hinter der Kamera. 1992 war er erneut als 2. Kameramann für Herzogs Dokumentarfilm Lektionen in Finsternis tätig, der sich auf ungewöhnliche Art mit den brennenden Ölfeldern in Kuwait nach dem ersten Golfkrieg befasst.
1994 wurde er für seine Arbeit in Imbodens Ausgerechnet Zoé mit dem Adolf-Grimme-Preis für die Beste Kamera ausgezeichnet, 2001 folgte der Kamerapreis des Bayrischen Filmpreises für Das Experiment von Oliver Hirschbiegel. 2004 wurde Klausmann für die Kameraarbeit bei Fatih Akins Berlinale-Gewinner Gegen die Wand gleich mehrfach ausgezeichnet, unter anderem mit der begehrten Lola beim Deutschen Filmpreis.
Rainer Klausmann ist verheiratet mit der Mailänder Künstlerin Valeria Klausmann-Stefané und lebt in Zürich und in Artà auf Mallorca.
2018 wurde er in die Academy of Motion Picture Arts and Sciences berufen, die jährlich die Oscars vergibt.

## Filmografie (Auswahl)
- 1983: Alexandre, Regie: Jean-François Amiguet
- 1983: Akropolis now, Regie: Hans Liechti
- 1985: Gasherbrum – Der leuchtende Berg, Regie: Werner Herzog
- 1985: Fetish & Dreams, Regie: Steff Gruber
- 1985: Kalt in Kolumbien, Regie: Dieter Schidor
- 1986: Rotlicht!, Regie: Urs Odermatt
- 1989: Gekauftes Glück, Regie: Urs Odermatt
- 1991: Jag Mandir: Das exzentrische Privattheater des Maharadjah von Udaipur, Regie: Werner Herzog
- 1991: Schrei aus Stein, Regie: Werner Herzog
- 1992: Schatten der Liebe, Regie: Christof Vorster
- 1992: Lektionen der Finsternis, Regie: Werner Herzog
- 1994: Wachtmeister Zumbühl, Regie: Urs Odermatt
- 1994: Ausgerechnet Zoé, Regie: Markus Imboden
- 1995: Das stille Haus, Regie: Christof Vorster
- 1996: Katzendiebe, Regie: Markus Imboden
- 1997: Bella Block: Tod eines Mädchens, Regie: Markus Imboden
- 1997: Das Urteil, Regie: Oliver Hirschbiegel
- 1997: Trickser, Regie: Oliver Hirschbiegel
- 1998: Du stirbst, wie ich es will!, Regie: Thomas Jauch
- 1998: Todfeinde – Die falsche Entscheidung, Regie: Oliver Hirschbiegel
- 1999: Kein Weg zurück, Regie: Volker Vogeler
- 1999: Ich habe nein gesagt, Regie: Markus Imboden
- 2000: Der Briefbomber, Regie: Torsten C. Fischer
- 2000: Komiker, Regie: Markus Imboden
- 2000: Für die Liebe ist es nie zu spät, Regie: René Heisig
- 2001: Schluss mit lustig, Regie: Isabel Kleefeld
- 2001: Das Experiment, Regie: Oliver Hirschbiegel
- 2002: Solino, Regie: Fatih Akın
- 2002: Mein letzter Film, Regie: Oliver Hirschbiegel
- 2002: Das Konto, Regie: Markus Imboden
- 2002: Königskinder, Regie: Isabel Kleefeld
- 2003: Ein seltsames Paar, Regie: Doris Dörrie
- 2004: Gegen die Wand, Regie: Fatih Akın
- 2004: Der Untergang, Regie: Oliver Hirschbiegel
- 2005: Bella Block: … denn sie wissen nicht, was sie tun, Regie: Markus Imboden
- 2005: Spiele der Macht – 11011 Berlin, Regie: Markus Imboden
- 2005: Der Fischer und seine Frau, Regie: Doris Dörrie
- 2005: Arnies Welt, Regie: Isabel Kleefeld
- 2006: Komm näher, Regie: Vanessa Jopp
- 2006: Auf der anderen Seite, Regie: Fatih Akın
- 2006: Unter Verdacht: Ein neues Leben, Regie: Isabel Kleefeld
- 2007: Invasion (The Invasion), Regie: Oliver Hirschbiegel
- 2008: Lemon Tree, Regie: Eran Riklis
- 2008: Der Baader Meinhof Komplex, Regie: Uli Edel
- 2009: Schlaflos, Regie: Isabel Kleefeld
- 2009: Soul Kitchen, Regie: Fatih Akın
- 2009: Deutschland 09 (1 Episode)
- 2010: Die Reise des Personalmanagers (Shliḥuto shel Ha'Memuneh al Mash'abey Enosh), Regie: Eran Riklis
- 2010: Zeiten ändern Dich, Regie: Uli Edel
- 2011: Tatort – Wunschdenken
- 2012: Ruhm
- 2013: Diana, Regie: Oliver Hirschbiegel
- 2013: Am Hang
- 2014: The Cut, Regie: Fatih Akın
- 2015: Chuzpe – Klops braucht der Mensch!, Regie: Isabell Kleefeld
- 2016: Tschick, Regie: Fatih Akın
- 2017: Aus dem Nichts, Regie: Fatih Akın
- 2019: Der Goldene Handschuh, Regie: Fatih Akın
- 2022: Rheingold, Regie: Fatih Akın

## Auszeichnungen
- Adolf-Grimme-Preis 1995, für Ausgerechnet Zoé (zusammen mit Markus Imboden, Nicolette Krebitz und Henry Arnold).
- Goldener Löwe 1997, Kategorie: beste Kamera, für Trickser.
- Goldener Löwe 1998, Kategorie: beste Kamera, für Das Urteil.
- Nominierung Deutscher Kamerapreis und Bayerischer Filmpreis 2001, für Das Experiment.
- Deutscher Kamerapreis, Kategorie Kamera Kinospielfilm, für Gegen die Wand.
- Bronzener Frosch für Der Baader Meinhof Komplex beim Festival Camerimage 2008.
- Nominierung für den Preis der deutschen Filmkritik, Kameraarbeit Soul Kitchen 2010.
- Nominierung Camerimage 2013. Nominierung Deutscher Filmpreis 2017 für Tschick.
- "Outstanding Trajectory" Filmfestival Santiago de Chile 2017.
- Nominierung Deutscher Filmpreis 2018 für "Aus dem Nichts"